# Marktplaats

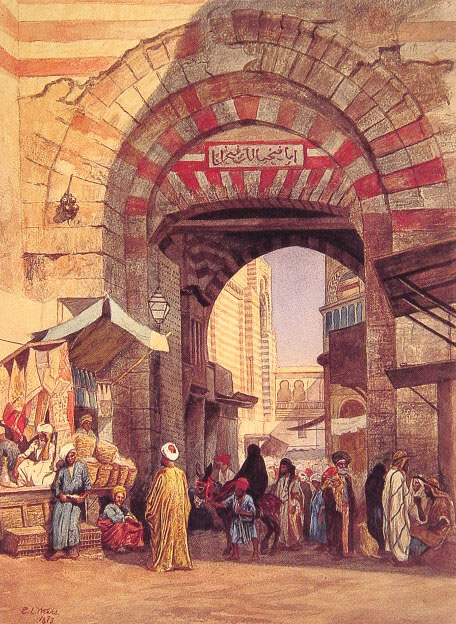
Marktplaats in Marokko in 1873

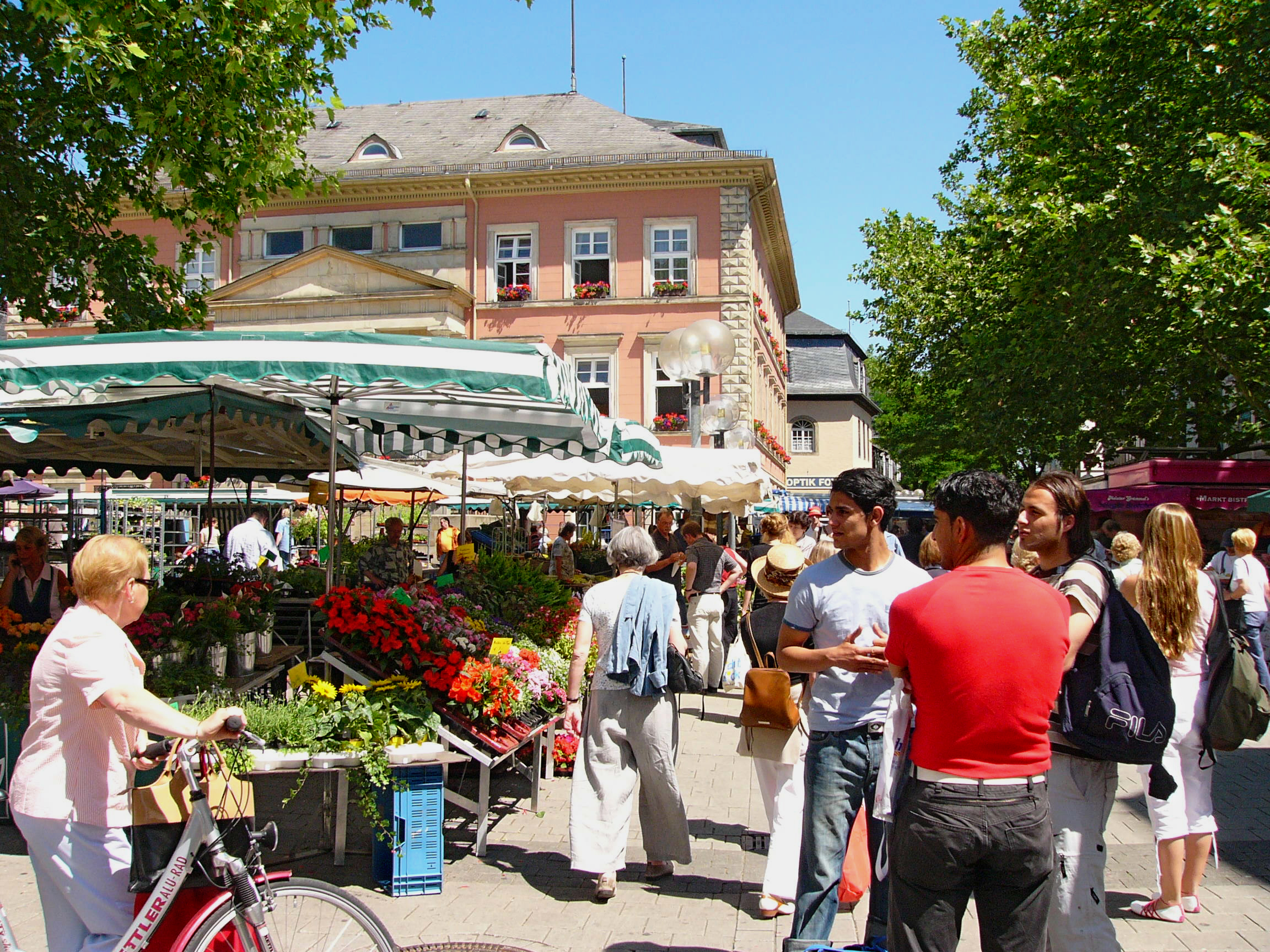
Marktplaats in Detmoldt

Een marktplaats is een plek waar vraag en aanbod bij elkaar komen. Oorspronkelijk ging het om een fysieke locatie als een plein of terrein in een dorp of stad waar marktkooplieden hun waren uitstallen en verkopen aan het publiek, ook wel een marktplein of kortweg markt genoemd. Sinds de opkomst van eerst gedrukte media en het internet zijn er ook marktplaatsen in kranten en tijdschriften (advertentiepagina's in rubrieken) en virtueel via websites.
Wat de fysieke marktplaats onderscheidt van de virtuele is dat deze op informatie en communicatie gebaseerde sites fysieke begrenzingen geen invloed meer hebben op aankopen en verkopen. Een virtuele marktplaats (digitaal handelsplatform) biedt diensten voor kopers en verkopers. Verkopers kunnen hun goederen aanbieden en kopers hun behoeften. De marktplaats koppelt geschikte kopers en verkopers op basis van prijs, locatie en timing. Online marktplaatsen bieden verkopers de mogelijkheid om producten weer te geven en te verkopen en daarbij te profiteren van het verkeer naar de site. De eigenaar van de marktplaats ontvangt doorgaans een commissie op de verkoop. Sommige marktplaatsen zijn generiek anderen gespecialiseerd. Er zijn commerciële en non-profit platformen. Ook zijn er websites waar diensten worden aangeboden.